# Justicia ianthina
Justicia ianthina är en akantusväxtart som beskrevs av D.C. Wasshausen. Justicia ianthina ingår i släktet Justicia och familjen akantusväxter. Inga underarter finns listade i Catalogue of Life.